# Камайкасы
Камайкасы́ (чув. Камайкасси) — деревня в Цивильском районе Чувашии, входит в состав Чурачикского сельского поселения.

## География
Расстояние от деревни до Чебоксар — 56 км, до райцентра — 15 км, до ближайшей железнодорожной станции — 16 км.

## История
Историческое название деревни — Камай.
В XVIII веке деревня была выселком с. Чуратчикова, в XIX в. — околоток д. Первая Чуратчикова (ныне несуществующей), в составе Чуратчинской волости Цивильского уезда.
Жители — чуваши, до 1866 — государственные крестьяне; занимались земледелием, животноводством, домашним ремеслом. В 1931 образован колхоз.
Число дворов и жителей: в 1795 — 27 дворов; 1866 — 32 двора, 76 мужчин, 89 женщин; 1897 — 123 мужчины, 117 женщин; 1926 — 66 дворов, 150 мужчин, 161 женщина; 1939 — 158 мужчин, 162 женщины; 1979 — 106 мужчин, 116 женщин; 2002 — 59 дворов, 130 человек: 64 мужчины, 66 женщин. 2012 — 64 двора, 142 человека.

## Население
| 2010 | 2012 |
| ---- | ---- |
| 147  | ↗157 |